# Saint-Michel-de-Lapujade
Saint-Michel-de-Lapujade é uma comuna francesa na região administrativa da Nova Aquitânia, no departamento da Gironda. Estende-se por uma área de 7,4 km². Em 2010 a comuna tinha 232 habitantes (densidade: 31,4 hab./km²).